# Скармета, Антонио
Эсте́бан Антонио Ска́рмета Врани́чич (исп. Esteban Antonio Skármeta Vranicic; 7 ноября 1940, Антофагаста — 15 октября 2024) — чилийский писатель, сценарист, педагог.

## Биография
Родился в хорватской семье выходцев с адриатического острова Брач. Учился в Национальном институте Чили, затем изучал философию в Чилийском университете. Защитил диссертацию по Хосе Ортеге-и-Гассету, занимался философией экзистенциализма. В 1964 году получил стипендию Фулбрайта, учился в Колумбийском университете, защитил там диссертацию по новеллистике Кортасара. Начал писать. Вернувшись в Чили, возглавлял театр, преподавал в Национальном институте и Чилийском университете философию и литературу, работал на телевидении. Дебютировал в 1967 году книгой новелл.
Вступил в левое Движение единого народного действия, входившее в коалицию Народное единство. После военного переворота в 1973 эмигрировал, сначала — в Аргентину, затем в ФРГ, где, среди прочего, преподавал сценарное искусство в Германской академии кино и телевидения в Западном Берлине. Вернулся в Чили в 1989 году. Основал отделение Института Гёте в Чили и литературную мастерскую «Генрих Бёлль». С 1992 года вёл литературную программу на телевидении. В 2000—2003 годах служил послом Чили в Германии. Преподавал в университетах США.
Активно работал в кино, по его сценариям ставили фильмы Петер Лилиенталь, Майкл Рэдфорд, Фернандо Труэба и др. крупные режиссёры.
Умер 15 октября 2024 года в Сантьяго в возрасте 83 лет.

## Сочинения
- El entusiasmo, книга новелл (1967)
- Desnudo en el tejado, книга рассказов (1969)
- Tiro libre, книга рассказов (1974)
- Soñé que la nieve ardía, роман (1975)
- Novios y solitarios, рассказы (1975)
- No pasó nada, роман (1980)
- La insurrección, роман (1982)
- Ardiente Paciencia, роман о Пабло Неруде (1985, экранизирован М.Рэдфордом в 1994)
- Matchball, роман (1989)
- La Cenicienta en San Francisco y otros cuentos, избранные новеллы (1990)
- La composición, повесть (1998)
- La boda del poeta, роман (1999)
- La chica del trombón, роман (2001)
- El baile de la victoria, роман (2003), премия «Планета»
- Dieciocho kilates, драма (2010, поставлена в Неаполе)
- Un padre de película, роман (2010)
- Los días del arco iris, роман (2010)

## Публикации на русском языке
- Звонок. Пер. М.Чиликова. Велогонщик из Сан-Кристобаля. Пер. А Чигарова. Рассказы. // Суббота, которая никак не приходит. М.: Молодая гвардия, 1987
- Мне снился пылающий снег. Роман. Пер. Р. Сашиной. М.:Прогресс, 1978, 192 с.
- Восстание. Роман. Пер. Ю.Павлова. // Латинская Америка. Литературный альманах. Выпуск 5. М.: Худ. лит., 1987

## Признание
- Лауреат многочисленных национальных и международных литературных премий, среди которых — премия Каса де лас Америкас (1968), премия Медичи и премия Гринцане Кавур (обе — 2001), премия ЮНЕСКО по детской литературе (2003), премия барселонской издательской группы Планета (2003 и 2011), итальянская премия Флайяно (2006), Национальная премия Чили по литературе  (2015) и др. Награждён медалью Гёте в ФРГ, орденом Марко Марулича в Хорватии. Командор Ордена «За заслуги перед Итальянской Республикой» (1995)[10], кавалер Ордена искусств и литературы Франции.
- Орден Пабло Неруды за заслуги в области искусства и культуры[исп.] (2010, Чили).